# Galina Kouznetsova
Galina Kouznetsova (en russe : Галина Николаевна Кузнецова ; par mariage : Petrova ; née le 10 décembre 1900 à Kiev et morte le 8 février 1976 à Munich) est une poétesse et écrivaine russe de mémoires.

## Biographie
En 1918, elle termine ses cours au premier gymnase pour filles (Pletneva) à Кiev. En 1920, elle part avec son mari officier de l'armée blanche pour Constantinople, puis s'installe à Prague, et en 1924 à Paris.
Elle écrit en vers et en prose et depuis 1922 ses publications commencent à apparaître dans les magazines Novoe vremia, Possev, Zveno, Écrits actuels. Elle est remarquée par la critique (Viatcheslav Ivanovitch Ivanov, Gueorgui Adamovitch et d'autres).

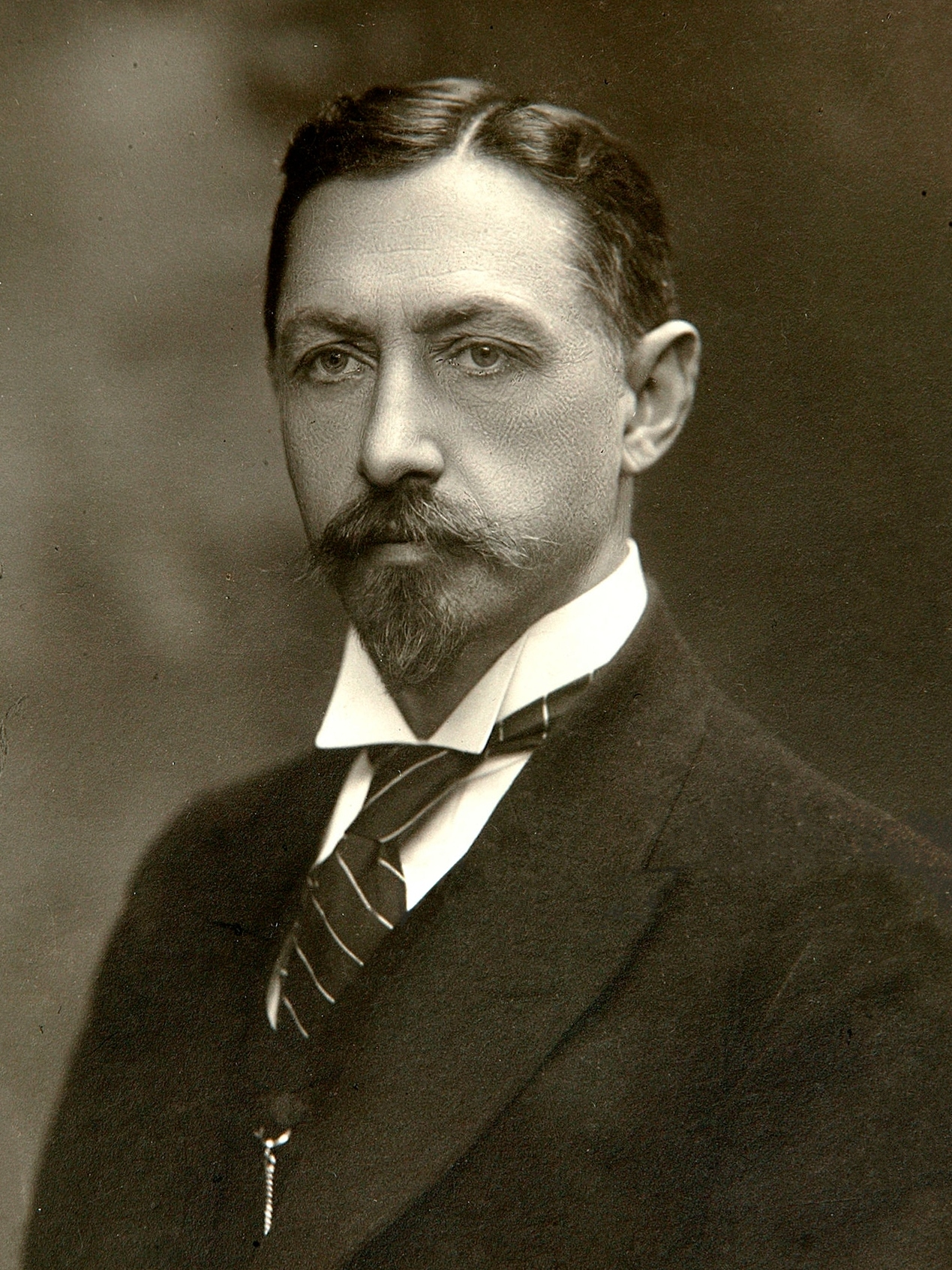
Ivan Bounine

En 1926, par l'intermédiaire de Modeste Forman (ru), elle fait la connaissance d'Ivan Bounine, avec lequel commence une liaison tumultueuse. Kouznetsova se sépare de son mari et se lie à Bounine.
À partir de 1927, elle vit avec la famille et les proches d'Ivan Bounine à Grasse. C'est l'époque d'écriture de La Vie d'Arséniev, le chef-d'œuvre d'Ivan Bounine, dont les premières publications partielles datent de 1927.

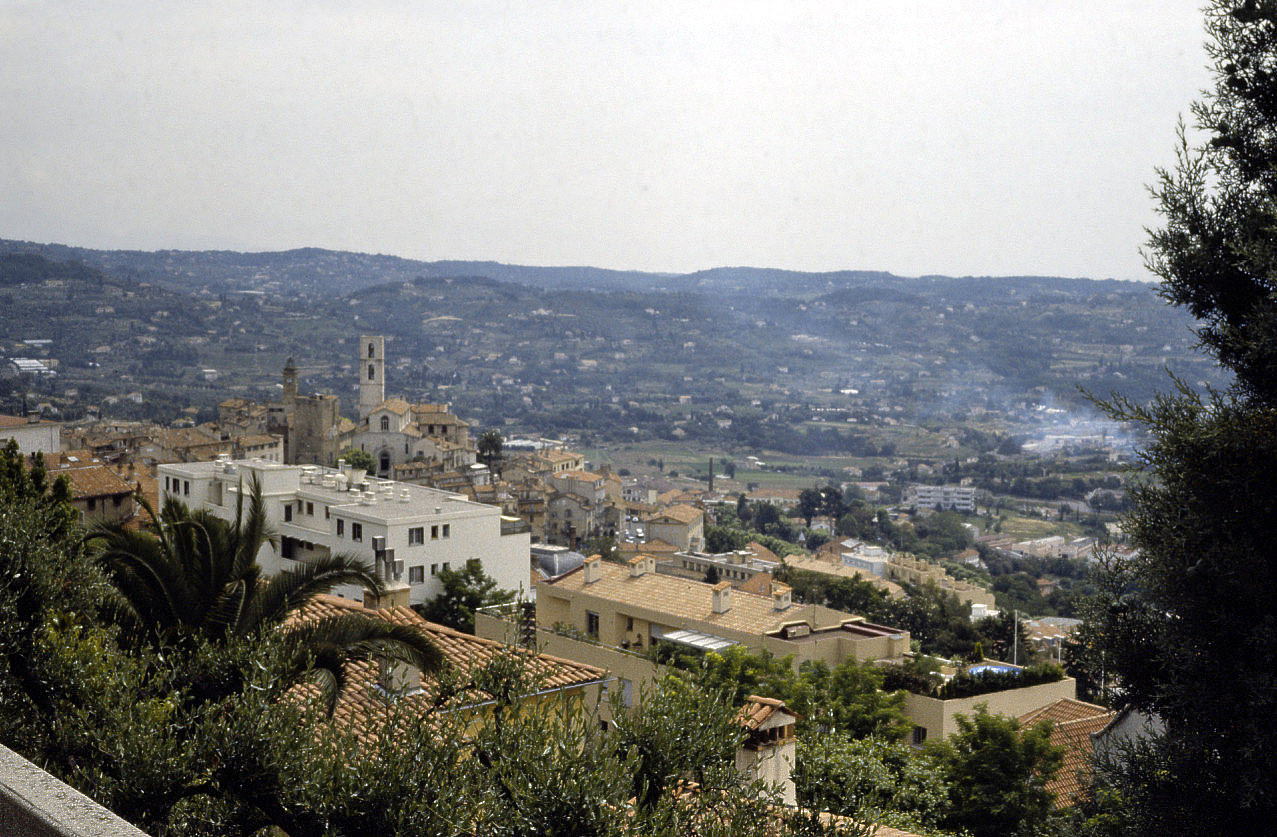
Grasse, vue

En 1933, elle connaît une aventure amoureuse avec Marguerite, la sœur de Fiodor Stepoun (en). En 1934, elle part avec elle en Allemagne.
De 1941 à 1942, elle vit de nouveau dans la famille de Bounine à Grasse.
En 1949, elle déménage aux États-Unis, où elle travaille au département russe de l'ONU. En 1959, elle s'installe à Genève. Sa vie se termine à Munich en 1976.

## Ouvrages
Les poèmes et la prose de Kouznetsova ont continué à être publiés dans les revues des immigrés russes telles que Sovreménnye zapiski, Novyi journal, Vozdouchnye pouti.
En 1967 est publié à Washington son Journal de Grasse, qu'elle a tenu de 1927 à 1934. Il est devenu non seulement une source historique et littéraire significative mais aussi un phénomène remarquable de littérature. C'est l'ouvrage principal de l'auteure et le meilleur des écrits de Kouznetsova. Sur l'intrigue du livre, un film long métrage a été tourné par le réalisateur russe Alekseï Outchitel Le Journal de sa femme (2000). Celui-ci a reçu de nombreux prix importants.
C'est la proximité de Bounine qui détermine la poésie et la prose de Kouznetsova, ainsi que sa place dans la littérature russe. Les poèmes de Kouznetsova sont consacrés à la nature ; les croquis clairs et beaux y sont d'humeur mélancolique. Sa prose est pauvre en évènements, réflexive et toujours liée aux souvenirs. Avec un sens psychologique subtil, l'auteur décrit les relations entre les gens dans les premières années après le coup d'état des bolchéviques et la fuite hors de Russie.

## Publications
- Matin (Утро), Paris, 1930 (recueil de récits)
- Prologue (Пролог), Paris, 1933 (roman)
- Journal de Grasse (Грасский дневник). Washington : Viktor Kamkin, 1967
- Journal de Grasse (Грасский дневник). Paris, 1974
- Journal de Grasse (Грасский дневник). Récits. Jardin des oliviers, Moscou: Московский рабочий, 1995
- Journal de Grasse (Грасский дневник). Moscou: АСТ-Олимп, 2001
- Prose féminine de l'immigration russe (Женская проза русской эмиграции) / Сост. О. Р. Демидова. Saint-Pétersbourg: Рус.христиан. гуманитар. ин-т, 2003.
- Bounine et Kouznetsova. Искусство невозможного: Дневники, письма/ Сост. О.Михайлов. М.: Грифон, 2006
- Prologue (Пролог) Saint-Pétersbourg . СПб: Изд-во Міръ, 2007
- Journal de Grasse (Грасский дневник)/ Составление, вступительная статья, комментарии О. Р. Демидовой. СПб.: «Міръ», 2009